# Fernando Ricksen
Fernando Jacob Hubertina Hendrika Ricksen (* 20. Juli 1976 in Heerlen; † 18. September 2019 in Airdrie, Schottland) war ein niederländischer Fußballspieler.

## Karriere
Fernando Ricksen begann seine Profikarriere im Jahr 1993 bei Fortuna Sittard. Nach 94 Spielen und sieben Toren verließ er 1997 die Sittarder und wechselte zum AZ Alkmaar. 1998 stieg er mit dem Verein in die Eredivisie auf. Im Jahr 2000 wechselte er zum schottischen Spitzenklub Glasgow Rangers. Mit den Rangers gewann er 2000, 2003 und 2005 die Scottish Premier League sowie 2000, 2002 und 2003 den Scottish FA Cup. Der schottische Ligapokal wurde 2002, 2003 und 2005 (mit Ricksen als Kapitän) nach Glasgow geholt. Im Jahre 2006 verließ Ricksen die Schotten nach Russland zu Zenit St. Petersburg, mit denen er 2007 Meister wurde und in der Saison 2007/08 den UEFA-Pokal gewann. Im August 2009 löste er seinen Vertrag auf. Nachdem er keinen neuen Verein gefunden hatte, beendete er vorläufig seine Karriere.
Am 2. Dezember 2010 revidierte er die Entscheidung und schloss sich seinem Heimatverein Fortuna Sittard an.
Für die niederländische Nationalmannschaft lief Ricksen zwischen 2000 und 2003 insgesamt 12-mal auf; Tore erzielte er nicht.
Im Oktober 2013 gab Ricksen bekannt, dass er an Amyotropher Lateralsklerose (ALS) erkrankt ist. Er starb im September 2019 in einem Hospiz im schottischen Airdrie. Er hinterließ seine Ehefrau, mit der er seit dem Jahr 2007 liiert und seit 2014 verheiratet war, sowie die gemeinsame Tochter.